# Hipponoé
Dans la mythologie grecque, Hipponoé (en grec ancien Ἱππονόη / Hipponóê) est une Néréide, fille de Nérée et de Doris, citée par Apollodore et Hésiode dans leurs listes de Néréides. 

## Fonctions et étymologie
Hipponoé signifie celle "qui connaît les chevaux", c'est-à-dire les vagues.

## Famille
Ses parents sont le dieu marin primitif Nérée, surnommé le vieillard de la mer, et l'océanide Doris. Elle est l'une de leur multiples filles, les Néréides, généralement au nombre de cinquante, et a un unique frère, Néritès. Pontos (le Flot) et Gaïa (la Terre) sont ses grands-parents paternels, Océan et Téthys ses grands-parents maternels.

## Évocation moderne

### Zoologie
Le genre des Annélides des Hipponoe tient son nom de la Néréide.